# Lingvistička geografija
Lingvistička geografija (poznata i kao dijalektalna geografija, geografska lingvistika ili geolingvistika) je lingvistička disciplina odnosno grana dijalektologije koja proučava raširenost jezičnih pojava s aspekta njihove geografske distribucije s ciljem spoznaje njihovih mijena odnosno razvoja. Proučava teritorijalnu rasprostranjenost dijalekata i služi se pretpostavkama i metodama povijesne lingvistike. Obrađena građa s terena prikazuje se na kartama i u jezičnim atlasima. Osnivačem lingvističke geografije smatra se švicarsko-francuski dijalektolog Jules Gilliéron koji je između 1897. i 1901. prikupljao građu za jezični atlas Francuske (tiskan od 1902.). Na prostorima Hrvatske bitan opus u sferi lingvisitčke geografije ostavili su Petar Skok i Vojmir Vinja.